# 里帕博托尼
里帕博托尼（義大利語：Ripabottoni），是意大利坎波巴索省的一个市镇。总面积31平方公里，人口570人，人口密度18.4人/平方公里（2009年）。ISTAT代码为070058。